# Michele Polverino
Michele Polverino (ur. 26 września 1984 w Grabs) – piłkarz reprezentacji Liechtensteinu grający na pozycji pomocnika. Od 2016 roku występuje w FC Balzers.